# Odden Kirke
Odden Kirke är en kyrka som ligger lite norr om Overby mitt på Sjællands Odde i Odsherreds kommun.

## Kyrkobyggnaden
Kyrkan uppfördes av blank munksten någon gång i början av 1300-talet. Vapenhuset vid södra sidan tillkom möjligen omkring år 1400. Sakristian av munksten uppfördes troligen någon gång under 1500-talets första årtionden. Torn och kapell har också tillkommit under historiens gång. Koret utökades år 1834 och därefter blev kyrkan putsad och vitkalkad. Nuvarande röda färg tillkom 1842.

## Inventarier
- En medeltida dopfunt av granit är tvådelad.
- En enkelt utformad predikstol är från 1821.
- Över korbågen finns ett enkelt krucifix från 1800-talet. I tornrummet hänger korbågens ursprungliga krucifix från 1300-talet som är 140 centimeter högt.
- Altartavlan är snidad i trä och bär årtalet 1638 och Kristian IV:s monogram.
- I kyrkorummet hänger ett votivskepp som är en modell av linjeskeppet Prinds Christian Frederik som sänktes 1808 under slaget vid Sjællands Odde.
- Orgeln med fyra stämmor är tillverkad 1958 av Th. Frobenius og Sønner Orgelbyggeri A/S.
- Av kyrkans båda klockor är lillklockan från 1400-talet eller möjligen ett århundrade tidigare. Storklockan är gjuten 1599 av Borchart Quellichmeyer.
- Nattvardskärl är skänkt till kyrkan 1736.

## Bildgalleri

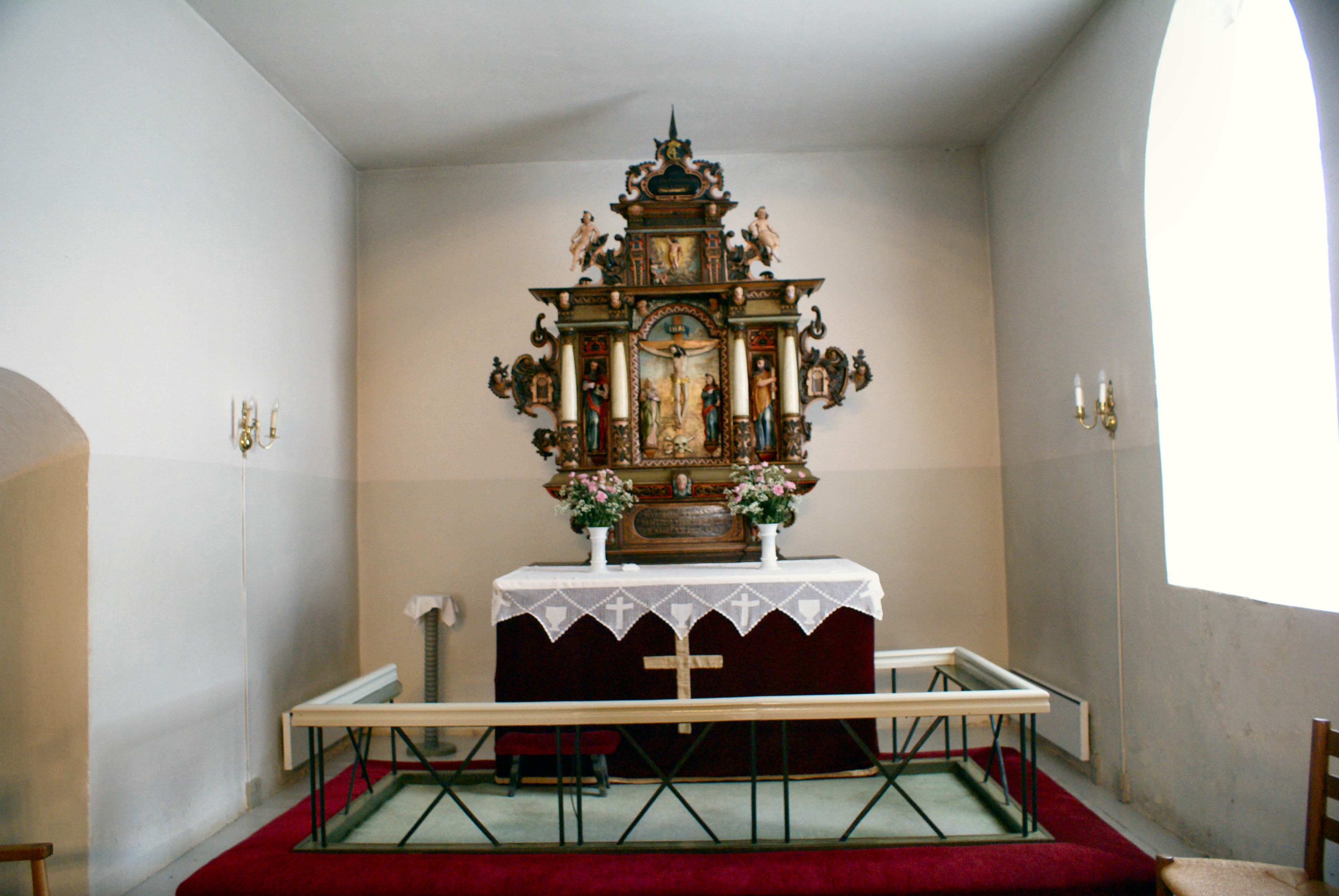
Kor med altare
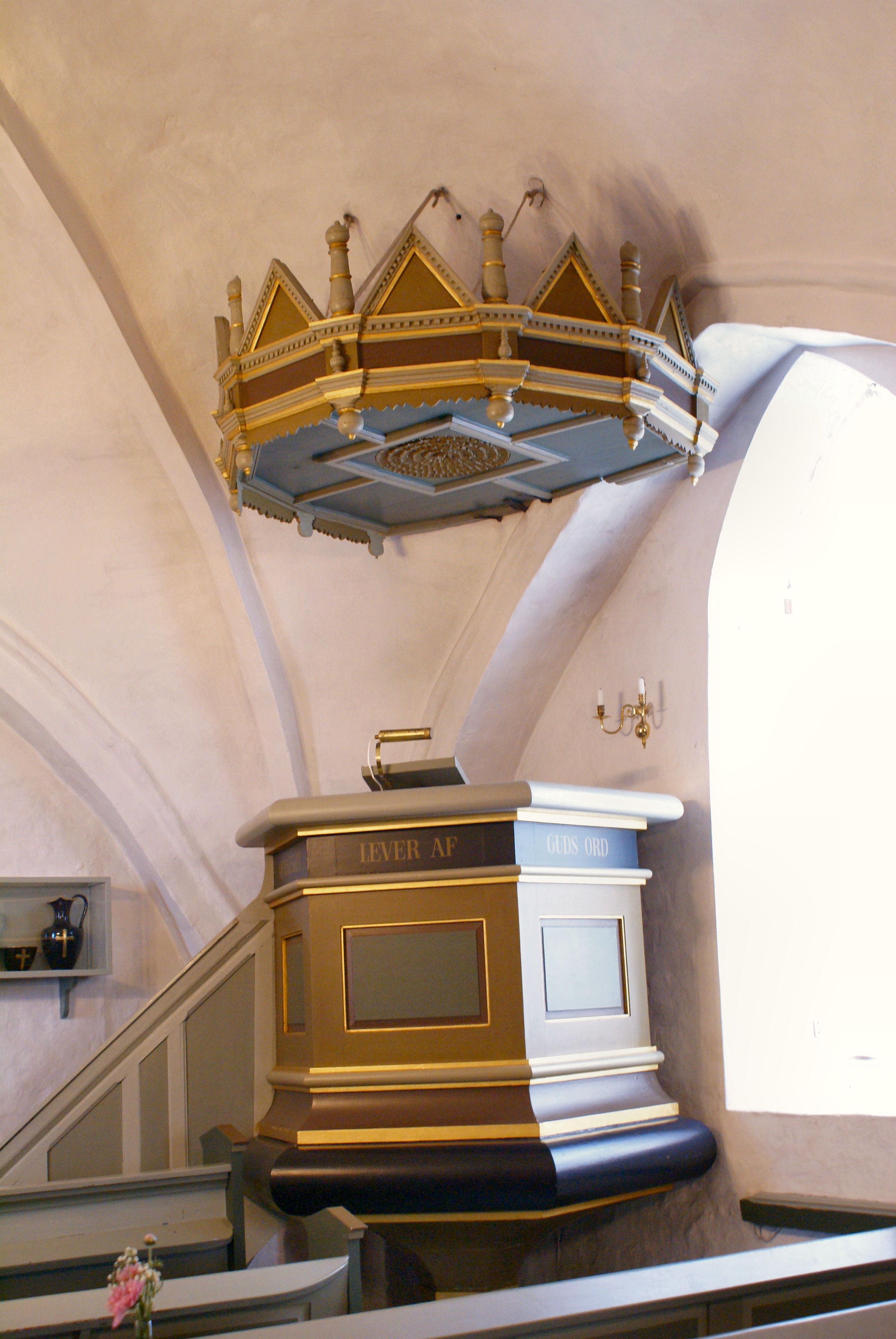
Predikstol
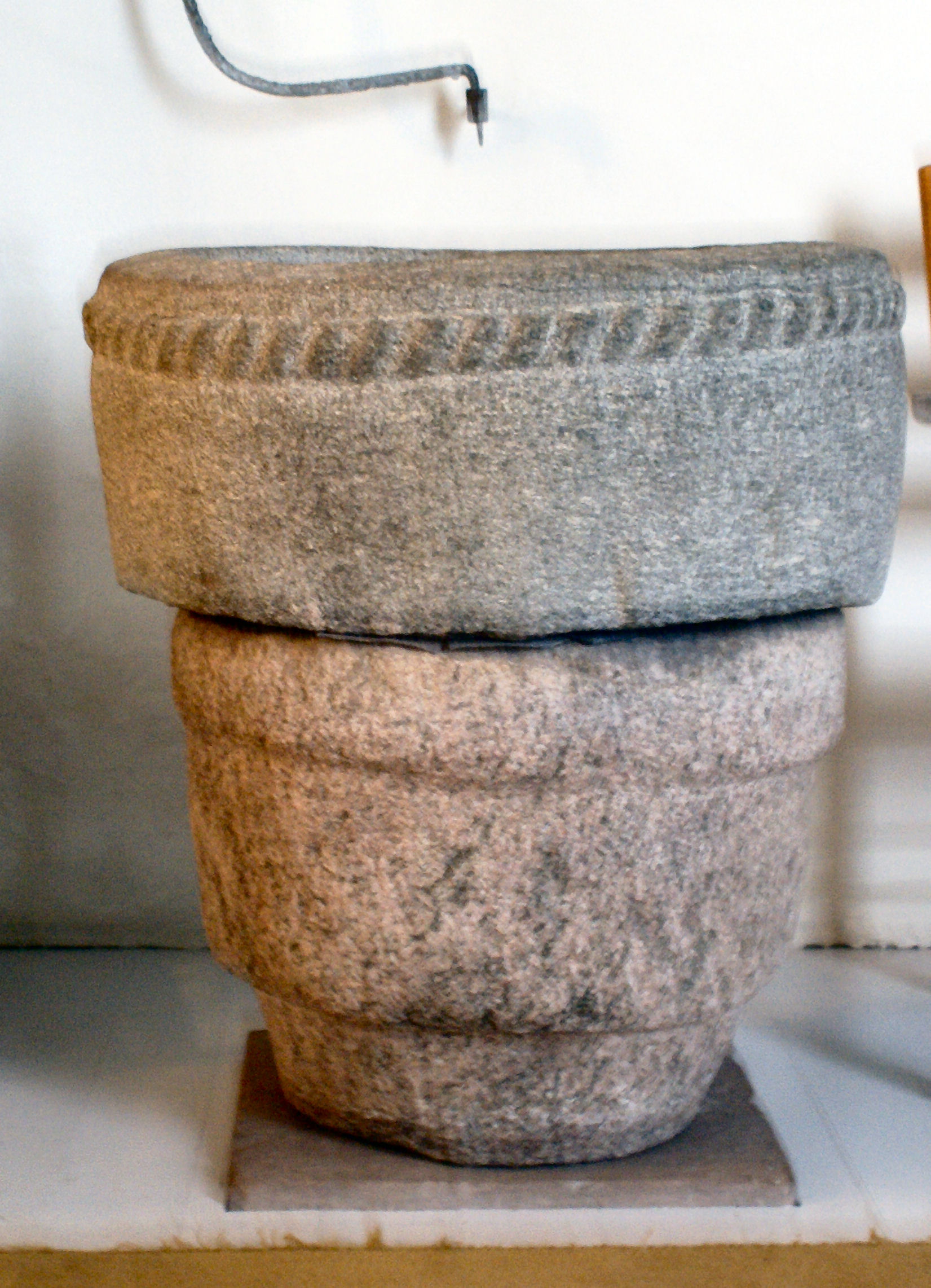
Dopfunt
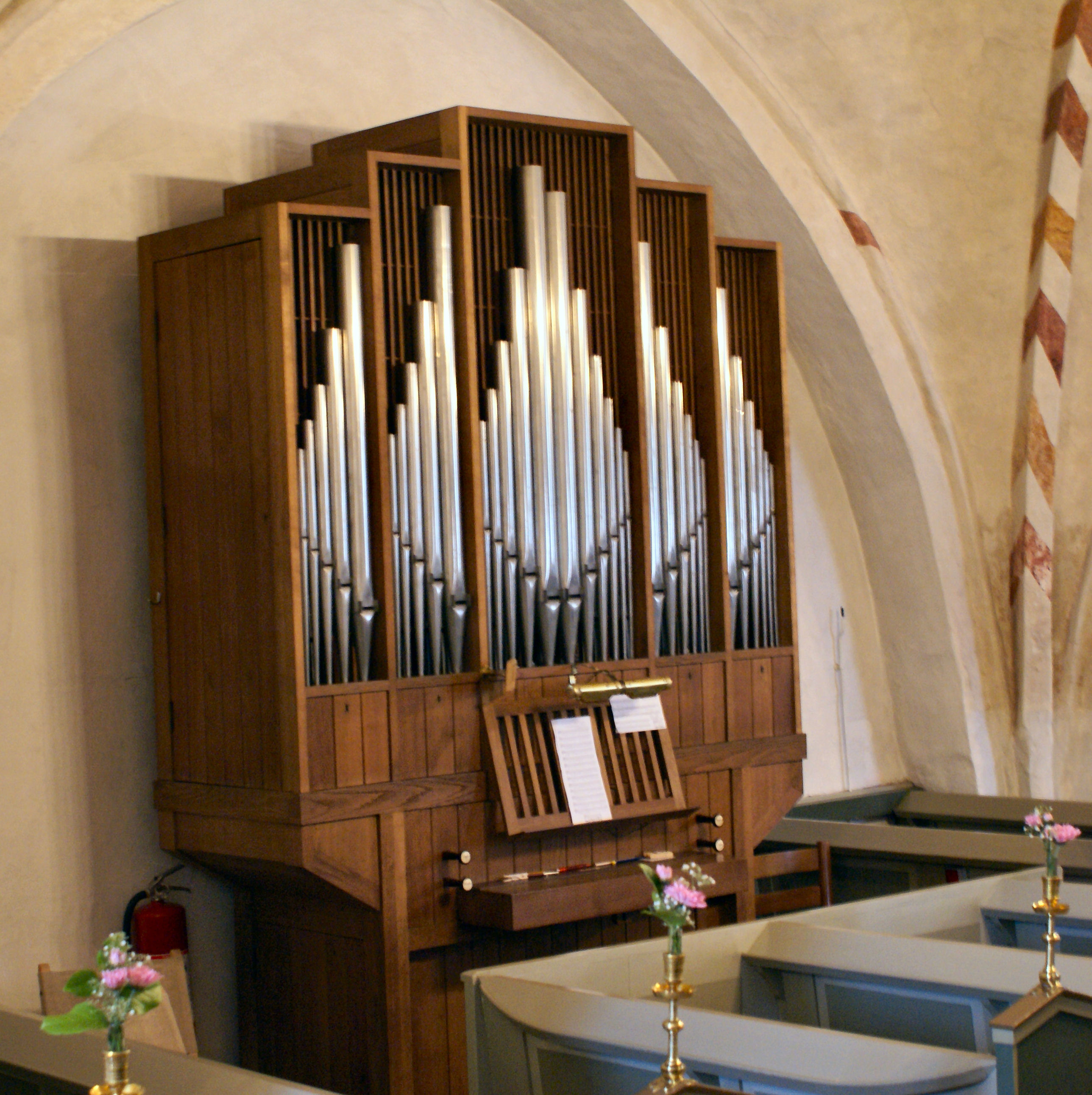
Orgel
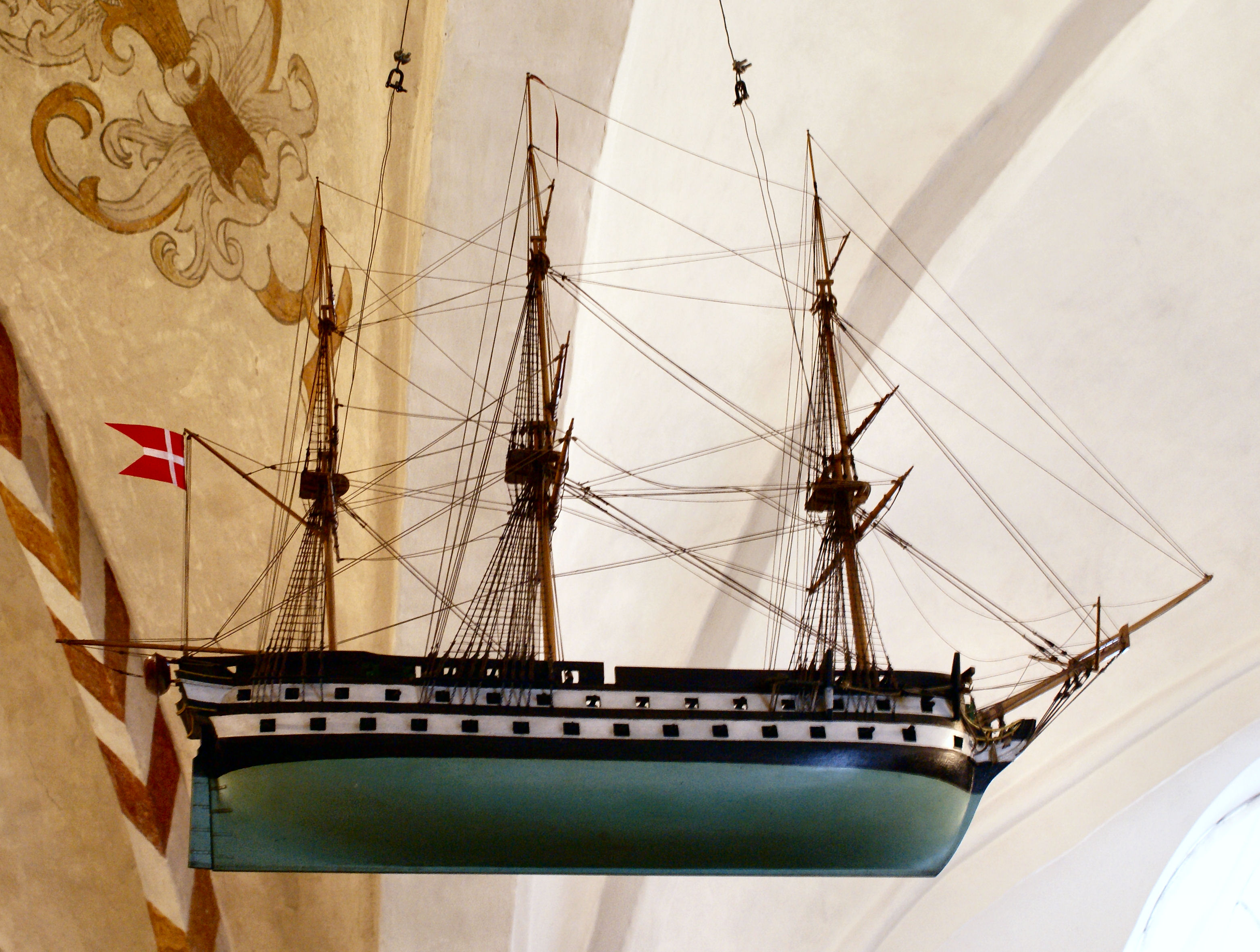
Votivskepp Prinds Cristian Frederik
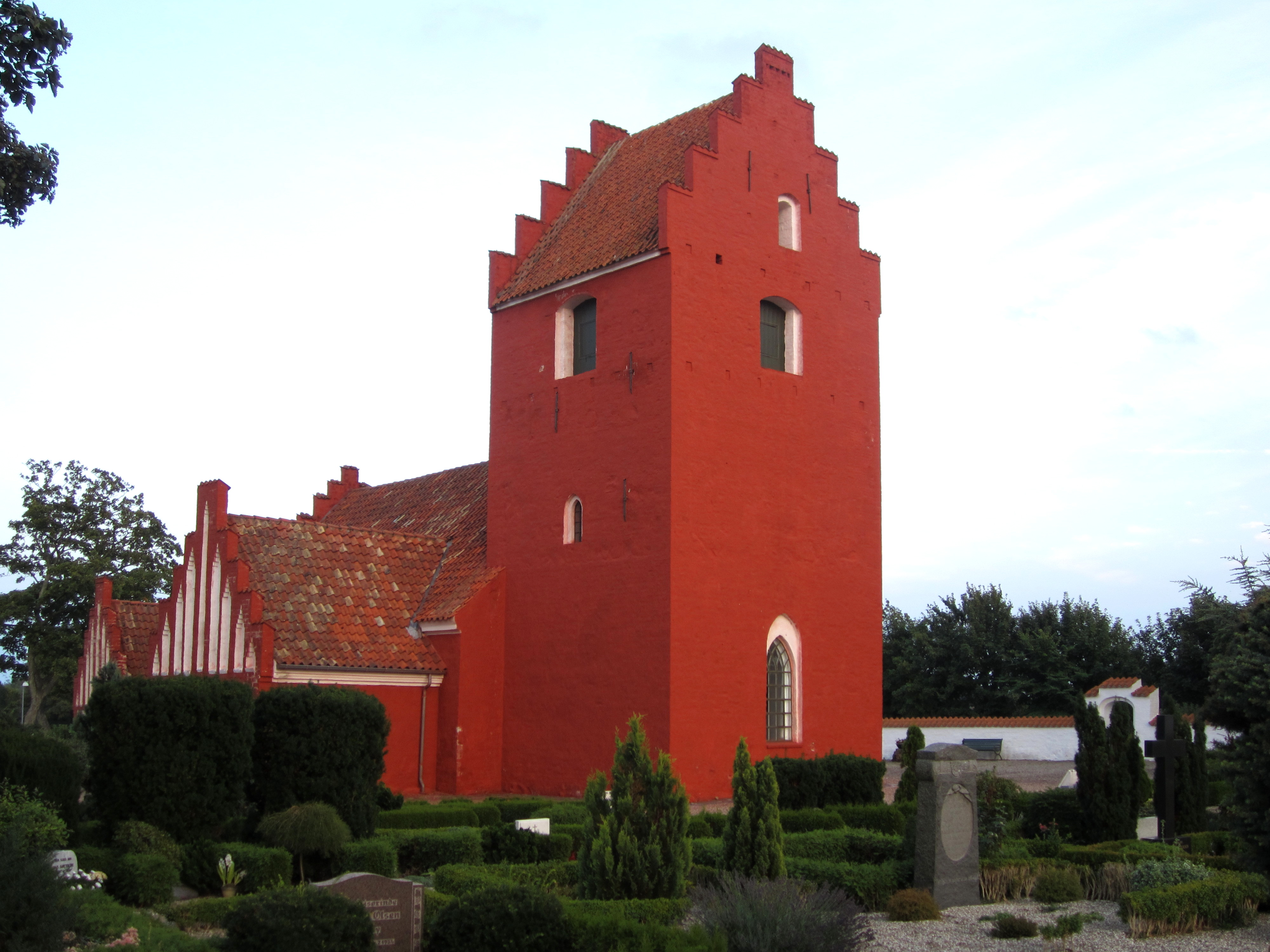
Kyrkan från nordväst